# Repesca OFC-AFC por la clasificación para la Copa Mundial de Fútbol de 2010
La Repesca entre OFC y AFC por la clasificación para la Copa Mundial de Fútbol de 2010 se desarrolló en dos partidos, de ida y vuelta, entre Nueva Zelanda, equipo ganador de la clasificación de la OFC y Baréin, que ganó la cuarta ronda del torneo clasificatorio de la AFC.
Los partidos se disputaron el 10 de octubre y el 14 de noviembre de 2009.

## Antecedentes
Esta fue la primera repesca intercontinental para Nueva Zelanda. Fue también la segunda que disputó Baréin, en la anterior para el Mundial de 2006 perdió contra Trinidad y Tobago por 2 a 1 en el marcador global.

## Partidos

### Ida
| 1          | Guardameta     | Sayed Jaffer         |     |
| 16         | Defensa        | Sayed Mohamed Adnan  |     |
| 12         | Defensa        | Faouzi Mubarak Aaish |     |
| 14         | Defensa        | Salman Isa           | 79' |
| 7          | Centrocampista | Sayed Mahmud Jalal   |     |
| 5          | Centrocampista | Mohamed Hubail       |     |
| 10         | Centrocampista | Mohamed Salmeen      |     |
| 17         | Centrocampista | Hussain Ali Baba     |     |
| 15         | Centrocampista | Abdullah Omar        |     |
| 9          | Delantero      | Husain Ali           | 65' |
| 6          | Delantero      | Jaycee John          | 86' |
| Entrenador | Entrenador     | Milan Máčala         |     |

| 1          | Guardameta     | Mark Paston   |     |
| 5          | Defensa        | Ivan Vicelich |     |
| 6          | Defensa        | Ryan Nelsen   |     |
| 4          | Defensa        | Ben Sigmund   |     |
| 3          | Defensa        | Tony Lochhead |     |
| 11         | Centrocampista | Leo Bertos    |     |
| 8          | Centrocampista | Tim Brown     | 68' |
| 7          | Centrocampista | Simon Elliott |     |
| 14         | Delantero      | Rory Fallon   | 66' |
| 10         | Delantero      | Chris Killen  |     |
| 9          | Delantero      | Shane Smeltz  |     |
| Entrenador | Entrenador     | Ricki Herbert |     |

| 11 | Delantero      | Ismail Abdul-Latif | 65' |
| 13 | Centrocampista | Mahmud Abdulrahman | 79' |
| 8  | Delantero      | A'ala Hubail       | 86' |

| 13 | Delantero      | Chris Wood         | 66' |
| 12 | Centrocampista | Michael McGlinchey | 68' |

| Amonestado | 76'   | Mark Paston |
| Amonestado | 90'+1 | Ryan Nelsen |

| Árbitro             | Viktor Kassai |
| Árbitros asistentes | Gábor Erös    |
| Árbitros asistentes | Tibor Vámos   |
| Cuarto Árbitro      | Tamás Bognar  |

| 1          | Guardameta     | Sayed Jaffer         |     |
| 16         | Defensa        | Sayed Mohamed Adnan  |     |
| 12         | Defensa        | Faouzi Mubarak Aaish |     |
| 14         | Defensa        | Salman Isa           | 79' |
| 7          | Centrocampista | Sayed Mahmud Jalal   |     |
| 5          | Centrocampista | Mohamed Hubail       |     |
| 10         | Centrocampista | Mohamed Salmeen      |     |
| 17         | Centrocampista | Hussain Ali Baba     |     |
| 15         | Centrocampista | Abdullah Omar        |     |
| 9          | Delantero      | Husain Ali           | 65' |
| 6          | Delantero      | Jaycee John          | 86' |
| Entrenador | Entrenador     | Milan Máčala         |     |

| 1          | Guardameta     | Mark Paston   |     |
| 5          | Defensa        | Ivan Vicelich |     |
| 6          | Defensa        | Ryan Nelsen   |     |
| 4          | Defensa        | Ben Sigmund   |     |
| 3          | Defensa        | Tony Lochhead |     |
| 11         | Centrocampista | Leo Bertos    |     |
| 8          | Centrocampista | Tim Brown     | 68' |
| 7          | Centrocampista | Simon Elliott |     |
| 14         | Delantero      | Rory Fallon   | 66' |
| 10         | Delantero      | Chris Killen  |     |
| 9          | Delantero      | Shane Smeltz  |     |
| Entrenador | Entrenador     | Ricki Herbert |     |

| 11 | Delantero      | Ismail Abdul-Latif | 65' |
| 13 | Centrocampista | Mahmud Abdulrahman | 79' |
| 8  | Delantero      | A'ala Hubail       | 86' |

| 13 | Delantero      | Chris Wood         | 66' |
| 12 | Centrocampista | Michael McGlinchey | 68' |

| Amonestado | 76'   | Mark Paston |
| Amonestado | 90'+1 | Ryan Nelsen |

| Árbitro             | Viktor Kassai |
| Árbitros asistentes | Gábor Erös    |
| Árbitros asistentes | Tibor Vámos   |
| Cuarto Árbitro      | Tamás Bognar  |

### Vuelta

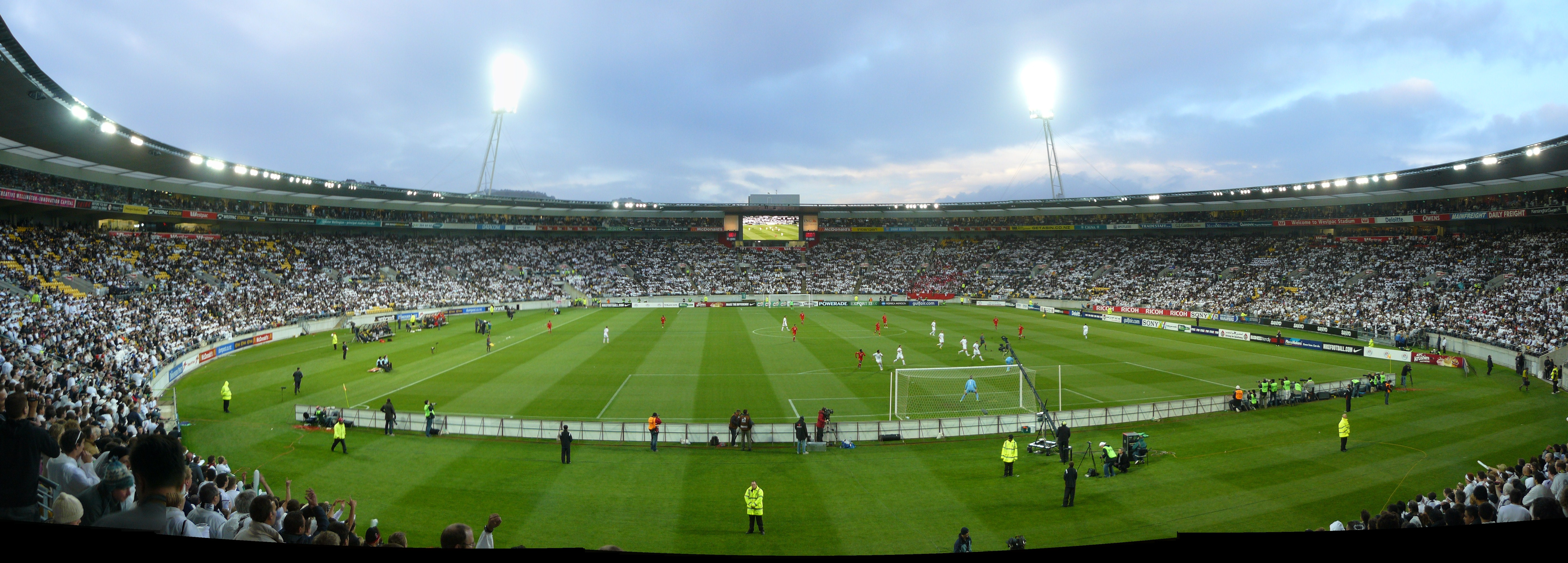
El Estadio Westpac durante el partido de vuelta.

| 1          | Guardameta     | Mark Paston        |     |
| 5          | Defensa        | Ivan Vicelich      |     |
| 6          | Defensa        | Ryan Nelsen        |     |
| 4          | Defensa        | Ben Sigmund        |     |
| 3          | Defensa        | Tony Lochhead      |     |
| 11         | Centrocampista | Leo Bertos         |     |
| 8          | Centrocampista | Tim Brown          | 90' |
| 12         | Centrocampista | Michael McGlinchey | 64' |
| 14         | Delantero      | Rory Fallon        |     |
| 10         | Delantero      | Chris Killen       | 82' |
| 9          | Delantero      | Shane Smeltz       |     |
| Entrenador | Entrenador     | Ricki Herbert      |     |

| 1          | Guardameta     | Sayed Jaffer         |     |
| 16         | Defensa        | Sayed Mohamed Adnan  |     |
| 12         | Defensa        | Faouzi Mubarak Aaish | 73' |
| 14         | Defensa        | Salman Isa           |     |
| 7          | Centrocampista | Sayed Mahmud Jalal   | 79' |
| 5          | Centrocampista | Mohamed Hubail       | 85' |
| 10         | Centrocampista | Mohamed Salmeen      |     |
| 17         | Centrocampista | Hussain Ali Baba     |     |
| 15         | Centrocampista | Abdullah Omar        |     |
| 6          | Delantero      | Jaycee John          |     |
| 4          | Delantero      | Abdulla Al-Dakeel    |     |
| Entrenador | Entrenador     | Milan Máčala         |     |

| 17 | Centrocampista | Andrew Barron | 64' |
| 13 | Delantero      | Chris Wood    | 82' |
| 16 | Defensa        | Andrew Boyens | 90' |

| 11 | Delantero      | Ismail Abdul-Latif | 73' |
| 13 | Centrocampista | Mahmud Abdulrahman | 79' |
| 3  | Delantero      | Ahmed Hassan Taleb | 85' |

| Anotado | 45' | Rory Fallon | 1–0 |

| Amonestado | 3' | Tony Lochhead |

| Amonestado | 27'   | Faouzi Mubarak Aaish |
| Amonestado | 90'+3 | Jaycee John          |

| Árbitro             | Jorge Larrionda   |
| Árbitros asistentes | Pablo Fandiño     |
| Árbitros asistentes | Mauricio Espinosa |
| Cuarto Árbitro      | Roberto Silvera   |

| 1          | Guardameta     | Mark Paston        |     |
| 5          | Defensa        | Ivan Vicelich      |     |
| 6          | Defensa        | Ryan Nelsen        |     |
| 4          | Defensa        | Ben Sigmund        |     |
| 3          | Defensa        | Tony Lochhead      |     |
| 11         | Centrocampista | Leo Bertos         |     |
| 8          | Centrocampista | Tim Brown          | 90' |
| 12         | Centrocampista | Michael McGlinchey | 64' |
| 14         | Delantero      | Rory Fallon        |     |
| 10         | Delantero      | Chris Killen       | 82' |
| 9          | Delantero      | Shane Smeltz       |     |
| Entrenador | Entrenador     | Ricki Herbert      |     |

| 1          | Guardameta     | Sayed Jaffer         |     |
| 16         | Defensa        | Sayed Mohamed Adnan  |     |
| 12         | Defensa        | Faouzi Mubarak Aaish | 73' |
| 14         | Defensa        | Salman Isa           |     |
| 7          | Centrocampista | Sayed Mahmud Jalal   | 79' |
| 5          | Centrocampista | Mohamed Hubail       | 85' |
| 10         | Centrocampista | Mohamed Salmeen      |     |
| 17         | Centrocampista | Hussain Ali Baba     |     |
| 15         | Centrocampista | Abdullah Omar        |     |
| 6          | Delantero      | Jaycee John          |     |
| 4          | Delantero      | Abdulla Al-Dakeel    |     |
| Entrenador | Entrenador     | Milan Máčala         |     |

| 17 | Centrocampista | Andrew Barron | 64' |
| 13 | Delantero      | Chris Wood    | 82' |
| 16 | Defensa        | Andrew Boyens | 90' |

| 11 | Delantero      | Ismail Abdul-Latif | 73' |
| 13 | Centrocampista | Mahmud Abdulrahman | 79' |
| 3  | Delantero      | Ahmed Hassan Taleb | 85' |

| Anotado | 45' | Rory Fallon | 1–0 |

| Amonestado | 3' | Tony Lochhead |

| Amonestado | 27'   | Faouzi Mubarak Aaish |
| Amonestado | 90'+3 | Jaycee John          |

| Árbitro             | Jorge Larrionda   |
| Árbitros asistentes | Pablo Fandiño     |
| Árbitros asistentes | Mauricio Espinosa |
| Cuarto Árbitro      | Roberto Silvera   |

## Clasificado
| Bandera de Nueva Zelanda |
| Nueva Zelanda            |
|                          |
| 2.ª participación        |

- Datos: Q109423140